# Renata Seripa

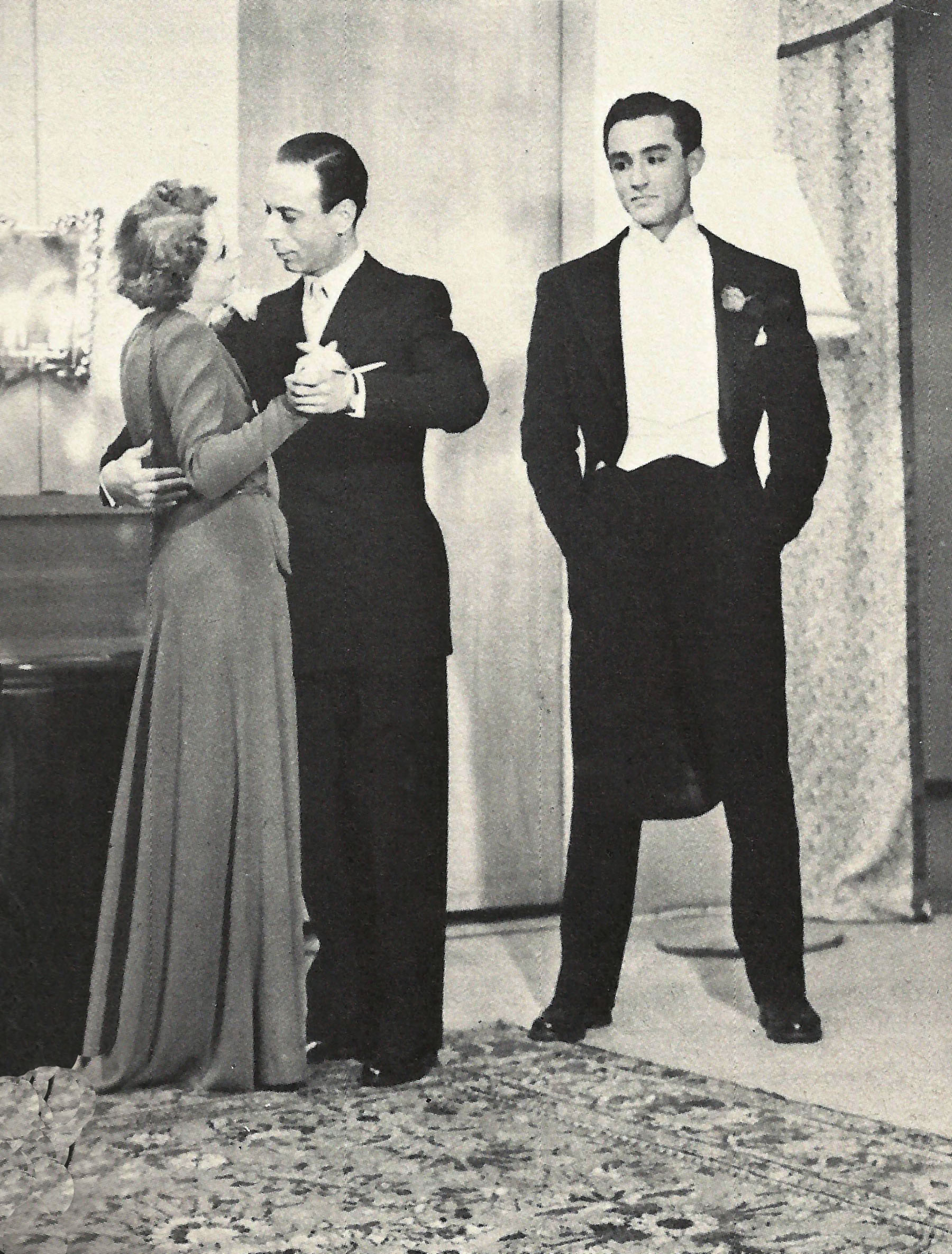
R. Seripa, Ernesto Calindri e Vittorio Gassman
nel 1943, in una scena de Tre rosso dispari
(Trois et une, 1932), opera teatrale di Denis Amiel

Renata Seripa (Roccarainola, 8 marzo 1898 – San Leo, 15 dicembre 1977) è stata un'attrice italiana.

## Biografia
Laureata al Magistero di Firenze nel 1922, diplomata in recitazione all'Accademia d'Arte Drammatica, nell'anno comico 1924-25 inizia la carriera teatrale da professionista nella Compagnia Uberto Palmarini. Nel 1928 entra come giovane attrice nella Compagnia Drammatica di Dario Niccodemi a fianco di Anna Magnani, per passare negli anni successivi con Gandusio, Luigi Cimara, la Maltagliati - Gassman, e al Piccolo Teatro di Milano con Strehler.
Negli anni 30 l'EIAR la scrittura per alcune commedie radiofoniche, attività che continuerà, ma in pochi lavori, anche nel dopoguerra con la RAI, parteciperà anche, nella neonata televisione italiana, a qualche commedia, prima di ritirarsi dall'attività (a. 1961), nell'antico borgo di San Leo, paese natio del padre, dove risiedeva ed insegnava la sorella Egle. Morta nel 1977 dopo una grave malattia, le sue spoglie riposano nel piccolo cimitero cittadino.

## Prosa teatrale
- Il più felice dei tre di Eugène Labiche e Edmond Gondinet, regia di Dario Niccodemi, prima al Teatro Valle di Roma il 23 maggio 1929.
- Triangoli di Dino Falconi e Oreste Biancoli, regia di Dario Niccodemi e Ruggero Lupi, prima al Teatro Manzoni di Milano, il 18 gennaio 1930.
- La donna in vetrina di Luigi Antonelli, regia di Dario Niccodemi e Ruggero Lupi, prima al Teatro Argentina di Roma il 26 maggio 1930.
- La vita del tabacco di John Kirkland, regia di Luchino Visconti, prima al Teatro Eliseo di Roma il 4 dicembre 1945.
- Giorno d'ottobre di Giorgio Kaiser, regia di Paolo Grassi, prima al Teatro Odeon di Milano il 20 marzo 1946.
- Tutti miei figli di Arthur Miller, regia di Luigi Squarzina, prima al Teatro Quirino di Roma il 6 novembre 1947.
- Casa Monestier di Denis Amiel, regia di Luigi Squarzina, prima al Teatro Quirino di Roma l'11 novembre 1947.
- Riccardo III di William Shakespeare, regia di Giorgio Strehler, prima al Piccolo Teatro di Milano il 15 febbraio 1950.
- Nora II di Cesare Giulio Viola, regia di Carlo Lari, 1954.

## Prosa televisiva Rai
- L'altro figlio di Gastone Bartolucci, regia di Carlo Lari, trasmessa il 24 febbraio 1954.
- Simili a Dio, regia di Carlo Lari, trasmessa il 30 marzo 1956.
- L'annuncio a Maria, regia di Carlo Lari, trasmessa il 19 aprile 1957.
- I cari inganni, regia di Claudio Fino, trasmessa il 30 maggio 1958.

## Filmografia
- Scadenza trenta giorni, regia di Luigi Giacosi (1944)